# 팜커 얀선
팜커 얀선(네덜란드어: Famke Beumer Janssen, 네덜란드어 발음: [ˈfɑmkə ˈjɑnsən], 1964년 11월 5일 ~ )은 네덜란드의 배우, 감독, 각본가, 제작자, 전직 모델이다. 《엑스맨: 최후의 전쟁》(2006)으로 2007년 제33회 새턴상 여우조연상을 수상했다. 2011년 《브링잉 업 바비》로 감독 데뷔했다.

## 작품 목록

### 영화 출연
- 일루젼 (1995)
- 007 골든 아이 (1995) - 제니아 오나토프 역
- 데드 걸 (1996)
- 패컬티 (1998) - 엘리자베스 버크 선생 역
- 진저브레드 맨 (1998)
- 딥 라이징 (1998)
- 라운더스 (1998)
- 셀러브리티 (1998)
- 헌티드 힐 (1999)
- 러브 앤드 섹스 (2000)
- 엑스맨 (2000) - 진 그레이 역
  - 엑스맨 2 (2003) - 진 그레이 역
  - 엑스맨: 최후의 전쟁 (2006) - 진 그레이 / 피닉스 역
  - 더 울버린 (2013) - 진 그레이 역
  - 엑스맨: 데이즈 오브 퓨처 패스트 (2014) - 진 그레이 역 (카메오)
- 돈 세이 워드 (2001)
- 아이 스파이 (2002)
- 숨바꼭질 (2005)
- 더 텐 (2007)
- 테이큰 (2008)
  - 테이큰 2 (2012)
  - 테이큰 3 (2014)
- 100 피트 (2008)
- 헨젤과 그레텔: 마녀 사냥꾼 (2013)
- 유니티 (2015) - 다큐멘터리
- 원스 어폰 어 타임 인 베니스 (2017)
- 위시업 (2018)
- 포이즌 로즈 (2019)
- 엔드리스 (2020) - 리 역
- 웨이 다운 (2021)
- FBI 덴저러스 (2021)
- 리디밍 러브 (2022) - 공작부인 역
- 세인트 세이야: 더 비기닝 (2023) - 구라드 역

### 영화 연출
- 브링잉 업 바비 (2011) - 각본, 제작 겸임

### 텔레비전 출연
- 스타 트렉: 더 넥스트 제너레이션 (1992)
- 멜로즈 플레이스 (1994)
- 앨리 맥빌 (2000-01)
- 닙턱 (2004-10)
- 헴록 그로브 (2013-15)
- 범죄의 재구성 (2015-20)
- 로봇 치킨 (2016) - 목소리
- 블랙리스트 (2016-18)
- 그들이 우리를 바라볼 때 (2019)
- 더 캡처 (2019)